# Mephritus blandus
Mephritus blandus är en skalbaggsart som först beskrevs av Newman 1841.  Mephritus blandus ingår i släktet Mephritus och familjen långhorningar.
Artens utbredningsområde är:
- Guyana.
- Paraguay.
- Surinam.

Inga underarter finns listade i Catalogue of Life.